# Heinrich Manger
Heinrich Carl Johann Manger (né le 27 décembre 1833 à Odessa et mort après 1896) est un sculpteur allemand.

## Biographie
Manger est le fils d'un Allemand émigré en Russie, Heinrich August Manger, et de son épouse née Anna Franz. Il est en Allemagne à partir de l'âge de dix ans et demeure en Silésie.
Heinrich Manger fut étudiant de 1848 à 1850 à l'école d'architecture de Breslau de 1848 à 1850 puis à l'Académie de Dresde en 1851, mais au bout de quatre mois se vit contraint par les circonstances familiales à gagner sa vie comme graveur sur bois. En tant que tel, il réalisa quelques planches d'après les modèles de Richter et Schnorr von Carolsfeld.
Après avoir travaillé aux États-Unis de 1859 jusqu'en 1869 comme photographe, sculpteur et portraitiste, il revint et poursuivit sa formation à l'académie de Berlin sous la direction d'Albert Wolff.

## Sélection d’œuvres
- Mémorial de guerre à Stargard (1874)
- Buste colossal de Johann Friedrich Herbart à Oldenbourg
- Statue de Bismarck à Bad Kissinger, quartier de Hausen (1877).
- Statues de Goethe et Schiller (1886) au Horticulture Center de Philadelphie, en Pennsylvanie (États-Unis)
- Wilcox Soldiers' Monument, West Cemetery, Madison (Connecticut) (1896)[1]